# Katherine Dreier

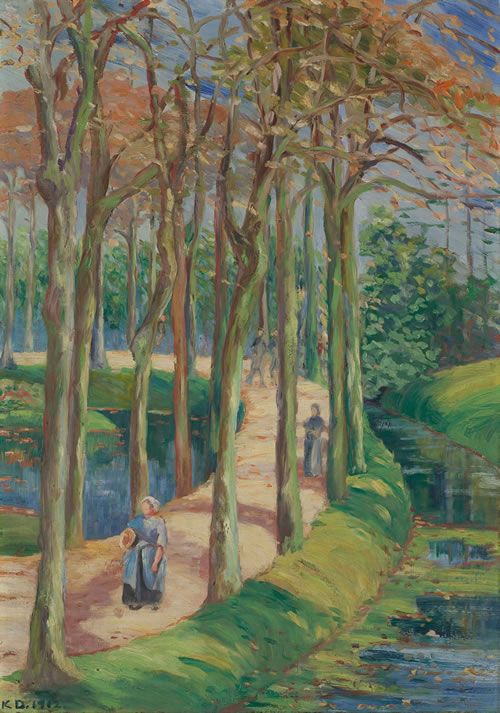
Landscape with Figures in Woods eller The Avenue, Holland omkring 1911–12, olja på duk

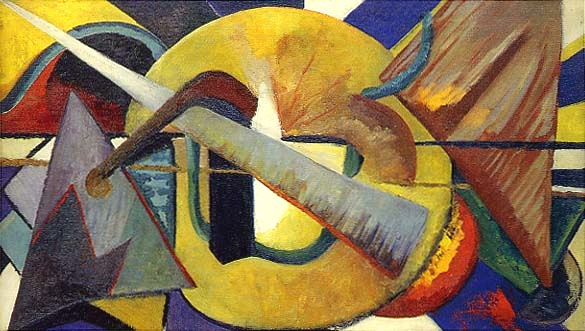
Abstrakt porträtt av Marcel Duchamp 1918

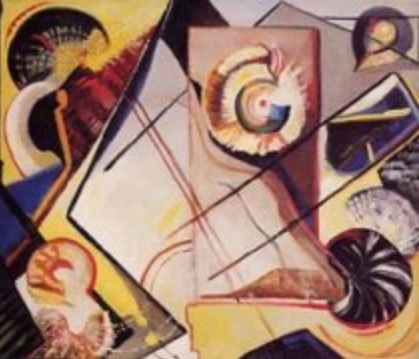
The Garden 1918

Katherine Sophie Dreier, född 10 september 1877 i New York, död 29 mars 1952 i Milford, var en amerikansk konstnär och mecenat.
Katherine Dreier växte upp som ett av fem syskon i en välbärgad familj, dotter till affärsmannen Theodor Dreier och Dorthea Dreier. Familjen var socialt aktiv och Katherine Dreier var från unga år engagerad i sociala och välgörenhetsprojekt. Omkring 1900 grundade hennes mor German House for Recreation of Women and Children, där Katherine Dreier var kassör och volontär mellan 1900 och 1909. 
Hon studerade konst på Brooklyn Art School 1895–1897. År 1900 utbildade hon sig tillsammans med sin syster Dorothea på Pratt Institute i New York. Därefter begav hon till Europa 1902 och reste runt för att se de stora mästarna under två år tillsammans med sin syster. Efter sin återkomst studerade hon för Walter Shirlaw. Under några månader 1907 studerade hon i Paris för Raphaël Collin och under en period 1912 för Gustaf Britsch.
När hon bodde i London 1911 mötte hon och blev fästmö till den amerikanske målaren Edward Trumbull. De gifte sig i Brooklyn i augusti 1911. Det visade sig dock att han redan hade fru och barn, varför äktenskapet annullerades.
Hon skapade en altarmålning i kapellet på Saint Paul's School i Garden City, New York 1905. Hon ställde ut i Europa och USA. Hennes första utställning i USA var på MacBeth Gallery i New York. En annan var 1913 års International Exhibition of Modern Art, där hon ställde ut Blue Bowl och The Avenue, Holland. Där mötte hon Marcel Duchamp och såg hans verk Nude Descending a Staircase. Vasilij Kandinskij och Duchamp utövade båda inflytande över hennes arbete, vilket märks i hennes Abstract Portrait of Marcel Duchamp från 1918, som markerar hennes övergång till modern konst.
Hon var en medgrundare av Society of Independent Artists i kretsen runt Walter Arensberg samt Société Anonyme i New York tillsammans med Man Ray och Marcel Duchamp.